# Zamenis lineatus
Zamenis lineatus är en ormart som beskrevs av Camerano 1891. Zamenis lineatus ingår i släktet Zamenis och familjen snokar. Inga underarter finns listade i Catalogue of Life.
Arten förekommer i södra Italien, inklusive Sicilien. Den lever i låglandet och i bergstrakter upp till 1600 meter över havet. Habitatet utgörs av torra öppna skogar, buskskogar samt jordbruksmark som inte brukas intensivt. Exemplar hittas ofta vid stenmurar eller byggnader. Honor lägger ägg.
Flera exemplar dödas när de korsar vägar och intensivare jordbruk påverkar beståndet negativt. IUCN kategoriserar arten globalt som otillräckligt studerad.